# Alien Ant Farm
Alien Ant Farm je američki rock sastav.

## Povijest sastava
Osnovan je 1995. u Riversideu. Svoj prvi neovisni album, nazvan Greatest Hits objavili su 1999. Iduće godine, nakon suradnje s alternativnim rock sastavom Papa Roach, potpisuju ugovor s DreamWorksom, te 6. ožujka 2001. objavljuju svoj prvi studijski album ANThology. Najuspješnija pjesma s tog albuma bila je obrada hita Smooth Criminal Michaela Jacksona. Nalazila se na prvom mjestu na top listama u SAD-u, Australiji i Novom Zelandu, te je korištena u filmu Američka pita 2. Idući singl s albuma, Movies se nalazio među najboljih pet singlova u Velikoj Britaniji. Album je ubrzo dostigao platinastu nakladu. 
U proljeće 2002., snimili su pjesmu Bug Bytes, koja je korištena u filmu Spiderman. U svibnju iste godine, dok su bili na turneji u Španjolskoj, doživjeli su tešku prometnu nesreću. Poginuo je vozač njihovog autobusa, a prvi pjevač sastava, Dryden Mitchell je teško ozlijeđen, te je gotovo ostao paraliziran. Međutim, uspio se oporaviti, no još i danas osjeća posljedice sudara. 
Sastav se ubrzo vraća u studio, te 2003. izdaju svoj drugi studijski album truANT. Najuspješniji singl s tog albuma bio je Glow. Iste godine, gitarist Terry Corso napušta sastav zbog "nepremostivih razlika". 
Godine 2005., u suradnji s producentom Jimom Wirtom snimaju novi album. Međutim, izdavačka kuća Geffen Records, s kojom su tada imali ugovor, ga je odbila objaviti, te im je zabranila da ga sami izdaju. Sastav je ipak napravio kopije albuma, te je omogućio njegovu distribuciju obožavateljima, koji su album prozvali 3rd Draft. 
Krajem 2005. Geffen Records im dopušta da objave album pod drugom izdavačkom kućom, te su iduće godine izdali album Up in the Attic. Ubrzo basist Tye Zamora napušta sastav, a zamjenjuje ga Alex Barreto. Zbog neuspjeha albuma, sastav se 2007. privremeno raspao, da bi se originalna postava opet okupila 2008.

## Članovi sastava

### Trenutačni članovi
- Dryden Mitchell – vokal, ritam gitara, akustična gitara (1995.-)
- Terry Corso – gitara, prateći vokal (1995. – 2003., 2008.–)
- Tye Zamora – bas-gitara, klavir, prateći vokali (1995. – 2006., 2008.–)
- Mike Cosgrove – bubnjevi, udaraljke (1995.–)

### Bivši članovi
- Joe Hill – gitara, prateći vokal (2005. – 2008.)
- Alex Barreto – bas, prateći vokal (2006. – 2008.)

## Diskografija

### Albumi
- 1996. - Singles: $100 (EP)
- 1998. - Love Songs (EP)
- 1999. - Greatest Hits (neovisni album)
- 2001. - ANThology (studijski album)
- 2003. - truANT (studijski album)
- 3rd Draft (neobjavljeni album)
- 2006. -  Up in the Attic (studijski album)
- 2008. - 20th Century Masters: Millennium Collection: The Best of Alien Ant Farm (kompilacija)
- 2015. - Always and Forever

### Singlovi
- 2001. - "Smooth Criminal"
- 2002. - "Movies"
- 2002. - "Attitude"
- 2003. - "These Days"
- 2003. - "Glow"
- 2006. - "Forgive and Forget"
- 2007. - "Around the Block
- 2014. - "Homage"
- 2020. - "Everything She Wants"

## Vanjske poveznice
- Službena stranica